# Боярышниковый
Боярышниковый — посёлок в Белокалитвинском районе Ростовской области. Входит в Синегорское сельское поселение.

## География
На хуторе имеется одна улица: Можайского.

## История
В 1987 г. указом ПВС РСФСР поселку шахты №7 присвоено наименование Боярышниковый.

## Население
| 2002 | 2010 |
| ---- | ---- |
| 57   | ↘39  |